# Casa al carrer Xerric, 3 (Sant Cugat del Vallès)
La Casa al carrer Xerric, 3 és una obra de Sant Cugat del Vallès (Vallès Occidental) protegida com a Bé Cultural d'Interès Local.

## Descripció
Es tracta d'una casa de cos de planta baixa i pis. La façana presenta als extrems una franja vertical formada per una imitació de carreus. La coberta és un terrat tancat per una balustrada. Entre la planta i el pis hi ha una cornisa.